# Prioniturus verticalis
El lorito momoto de las Sulú (Prioniturus verticalis), a veces llamado lorito momoto aliazul, es una especie de ave psitaciforme de la familia Psittaculidae endémica del sur de Filipinas.

## Descripción
Mide entre 27 cm sin contar sus raquetas, que miden de 5 a 6 cm. El plumaje de los machos es principalmente verde, con tonos amarillentos en las partes inferiores. Su píleo, frente, nuca y laterales de la cabeza son de color azul celeste, con una mancha roja en la parte superior. Sus plumas de vuelo son de color azul cobalto con bordes verdes. Las dos plumas centrales de su cola son largas, y consisten en un filamento pelado terminado en un mechón negro a modo de raquetas, que sobresalen de la cola. Su pico es blanquecino azulado con la punta más clara. Las hembras carecen de los tonos azules y rojos del píleo y el resto de su cabeza es más verdosa. Los juveniles se parecen a las hembras pero sin raquetas en la cola. 

## Distribución y hábitat
Se encuentra únicamente en el archipiélago de Joló o de Sulú. Su hábitat natural son los bosques de tierras bajas húmedas tropicales y los manglares. Está amenazada por la pérdida de hábitat.